# Saison 2018-2019 de snooker
Navigation
2017-2018 2019-2020
La saison 2018-2019 de snooker est la 51e saison de snooker. Elle regroupe 47 tournois organisés par la WPBSA entre le 10 mai 2018 et le 6 mai 2019.

## Nouveautés
- Pour cette nouvelle saison, la WPBSA annonce l'apparition d'un tout nouveau circuit amateur, le circuit du challenge. Il se compose de dix étapes se déroulant en Europe et ouvertes aux joueurs qui ne sont pas professionnels. À l'issue de ces dix épreuves, un classement est établi et les deux premiers deviennent professionnels pour deux ans.
- Un nouveau tournoi classé fait son apparition, il s'agit du championnat du circuit. Il fait partie des Coral Series avec le Grand Prix mondial et le championnat des joueurs.
- L'Open d'Inde est reporté en mars en raison des violentes inondations qui ont touché le pays au cours du mois d'août.
- L'Open de Belgique est supprimé. Il est remplacé par un nouveau tournoi pro-am : la coupe du Golden Q.
- La tournée mondiale seniors est maintenue. Elle augmente d'ailleurs son nombre d'évènements avec la création du championnat du monde à six billes rouges seniors.
- On note également la mise en place des Masters de Macao, une épreuve en équipes et en individuel.

## Calendrier
| C = Tournoi classé (professionnel)              |
| NC = Tournoi non classé (professionnel)         |
| A = Tournoi alternatif (professionnel)          |
| TE = Tournoi par équipes (professionnel)        |
| P/A = Tournoi pro-am (professionnel et amateur) |
| CC = Circuit du challenge (amateur)             |
| TMS = Tournée mondiale seniors (professionnel)  |

| Dates (mois-jour) | Dates (mois-jour) | Tournoi                                          | Lieu              | Site                                     | Cat. | Vainqueur                                        | Finaliste                                   | Score | Référence |
| 05-10             | 05-13             | Open de Vienne                                   | Vienne            | 15 Reds Köö Wien Snooker Club            | P/A  | Michael Georgiou                                 | Ross Muir                                   | 5-4   | [ 2 ]     |
| 06-02             | 06-03             | Circuit du challenge no 1                        | Burton upon Trent | Meadowside Leisure Centre                | CC   | Brandon Sargeant (en)                            | Luke Simmonds                               | 3-1   | [ 3 ]     |
| 07-10             | 07-11             | Circuit du challenge no 2                        | Preston           | Preston Guild Hall                       | CC   | David Grace                                      | Mitchell Mann                               | 3-0   | [ 4 ]     |
| 07-12             | 07-15             | Coupe du Golden Q                                | Baia Mare         | Golden Q Snooker Club                    | P/A  | Luca Brecel                                      | Michael Georgiou                            | 5-1   | [ 5 ]     |
| 07-27             | 07-29             | Masters de Riga                                  | Riga              | Riga Arena                               | C    | Neil Robertson                                   | Jack Lisowski                               | 5-2   | [ 6 ]     |
| 07-28             | 07-29             | Circuit du challenge no 3                        | Riga              | Riga Arena                               | CC   | Barry Pinches                                    | Jackson Page                                | 3-2   | [ 7 ]     |
| 07-29             | 07-31             | Pink Ribbon                                      | Gloucester        | South West Snooker Academy               | P/A  | Andrew Norman (en)                               | Harvey Chandler (en)                        | 4-2   | [ 8 ]     |
| 07-31             | 08-04             | Open de Haining                                  | Haining           | International Campus Zhejiang University | NC   | Mark Selby                                       | Li Hang                                     | 5-4   | [ 9 ]     |
| 08-06             | 08-12             | Open mondial                                     | Yushan            | Yushan Number One Middle School          | C    | Mark Williams                                    | David Gilbert                               | 10-9  | [ 10 ]    |
| 08-24             | 08-26             | Classique Paul Hunter                            | Fürth             | Stadthalle                               | C    | Kyren Wilson                                     | Peter Ebdon                                 | 4-2   | [ 11 ]    |
| 08-27             | 08-28             | Circuit du challenge no 4                        | Fürth             | Stadthalle                               | CC   | Mitchell Mann                                    | Dylan Emery                                 | 3-0   | [ 12 ]    |
| 09-03             | 09-08             | Championnat du monde à six billes rouges         | Bangkok           | Bangkok Convention Center                | A    | Kyren Wilson                                     | Ding Junhui                                 | 8-4   | [ 13 ]    |
| 09-10             | 09-16             | Masters de Shanghai                              | Shanghai          | Regal International East Asia Hotel      | NC   | Ronnie O'Sullivan                                | Barry Hawkins                               | 11-9  | [ 14 ]    |
| 09-18             | 09-19             | Circuit du challenge no 5                        | Derby             | Cueball Derby                            | CC   | David Lilley (en)                                | Brandon Sargeant (en)                       | 3-1   | [ 15 ]    |
| 09-24             | 09-30             | Championnat de Chine                             | Canton            | Guangzhou Tianhe Sports Centre           | C    | Mark Selby                                       | John Higgins                                | 10-9  | [ 16 ]    |
| 10-04             | 10-05             | Circuit du challenge no 6                        | Lommel            | De Soeverein                             | CC   | David Grace                                      | Ben Hancorn                                 | 3-0   | [ 17 ]    |
| 10-01             | 10-07             | Masters d'Europe                                 | Lommel            | De Soeverein                             | C    | Jimmy Robertson                                  | Joe Perry                                   | 9-6   | [ 18 ]    |
| 10-13             | 10-14             | Circuit du challenge no 7                        | Preston           | Preston Guild Hall                       | CC   | Joel Walker (en)                                 | Jenson Kendrick                             | 3-0   | [ 19 ]    |
| 10-15             | 10-21             | Open d'Angleterre                                | Crawley           | K2                                       | C    | Stuart Bingham                                   | Mark Davis                                  | 9-7   | [ 20 ]    |
| 10-24             | 10-25             | Championnat du Royaume-Uni seniors               | Hull              | Hull Venue                               | TMS  | Ken Doherty                                      | Igor Figueiredo                             | 4-1   | [ 21 ]    |
| 10-24             | 10-25             | Masters de Macao                                 | Macao             | JW Marriott Hotel Macao                  | TE   | Barry Hawkins Ryan Day Zhao Xintong Zhou Yuelong | Mark Williams Joe Perry Marco Fu Zhang Anda | 5-1   |           |
| 10-24             | 10-25             | Masters de Macao                                 | Macao             | JW Marriott Hotel Macao                  | A    | Barry Hawkins                                    | Mark Williams                               | 3-2   |           |
| 10-26             | 11-04             | Championnat international                        | Daqing            | Baihu Media Broadcasting Centre          | C    | Mark Allen                                       | Neil Robertson                              | 10-5  | [ 22 ]    |
| 11-05             | 11-11             | Champion des champions                           | Coventry          | Ricoh Arena                              | NC   | Ronnie O'Sullivan                                | Kyren Wilson                                | 10-9  | [ 23 ]    |
| 11-12             | 11-18             | Open d'Irlande du Nord                           | Belfast           | Waterfront Hall                          | C    | Judd Trump                                       | Ronnie O'Sullivan                           | 9-7   | [ 24 ]    |
| 11-24             | 11-25             | Circuit du challenge no 8                        | Budapest          | Snooker Terminál                         | CC   | Simon Bedford (en)                               | David Lilley (en)                           | 3-1   | [ 25 ]    |
| 11-27             | 12-09             | Championnat du Royaume-Uni                       | York              | Barbican Centre                          | C    | Ronnie O'Sullivan                                | Mark Allen                                  | 10-6  | [ 26 ]    |
| 12-10             | 12-16             | Open d'Écosse                                    | Glasgow           | Emirates Arena                           | C    | Mark Allen                                       | Shaun Murphy                                | 9-7   | [ 27 ]    |
| 01-02             | 01-05             | Open des trois rois                              | Rankweil          | Patricks Candian Taverne                 | P/A  | Ross Muir                                        | Andreas Ploner                              | 4-1   |           |
| 01-04             | 01-06             | Masters d'Irlande seniors                        | Kill              | Goffs                                    | TMS  | Jimmy White                                      | Rodney Goggins                              | 4-1   | [ 28 ]    |
| 01-13             | 01-20             | Masters                                          | Londres           | Alexandra Palace                         | NC   | Judd Trump                                       | Ronnie O'Sullivan                           | 10-4  | [ 29 ]    |
| 01-26             | 01-27             | Circuit du challenge no 9                        | Sheffield         | Star Snooker Academy                     | CC   | Adam Duffy (en)                                  | Matthew Glasby                              | 3-1   | [ 30 ]    |
| 01-30             | 02-02             | Masters d'Allemagne                              | Berlin            | Tempodrom                                | C    | Kyren Wilson                                     | David Gilbert                               | 9-7   | [ 31 ]    |
| 02-01             | 02-03             | Open d'Italie                                    | Bolzano           | Sala Torre                               | P/A  | Alexander Ursenbacher                            | James Robert                                | 3-0   |           |
| 02-04             | 02-10             | Grand Prix mondial                               | Cheltenham        | The Centaur, Cheltenham Racecourse       | C    | Judd Trump                                       | Ali Carter                                  | 10-6  | [ 32 ]    |
| 02-11             | 02-17             | Open du pays de Galles                           | Cardiff           | Motorpoint Arena                         | C    | Neil Robertson                                   | Stuart Bingham                              | 9-7   | [ 33 ]    |
| 02-21             | 02-24             | Snooker Shoot-Out                                | Watford           | Watford Colosseum                        | C    | Thepchaiya Un-Nooh                               | Michael Holt                                | 1-0   | [ 34 ]    |
| 02-27             | 03-03             | Open d'Inde                                      | Cochin            | Grand Hyatt Kochi Bolgatty               | C    | Matthew Selt                                     | Lyu Haotian                                 | 5-3   | [ 35 ]    |
| 03-02             | 03-03             | Championnat du monde à six billes rouges seniors | Belfast           | Waterfront Hall                          | A    | Jimmy White                                      | Aaron Canavan                               | 4-2   | [ 36 ]    |
| 03-06             | 03-07             | Circuit du challenge no 10                       | Gloucester        | South West Snooker Academy               | CC   | George Pragnall                                  | Callum Lloyd                                | 3-2   | [ 37 ]    |
| 03-04             | 03-10             | Championnat des joueurs                          | Preston           | Preston Guild Hall                       | C    | Ronnie O'Sullivan                                | Neil Robertson                              | 10-4  | [ 38 ]    |
| 01-01             | 03-14             | Championnat de la ligue                          | Barnsley          | Barnsley Metrodome                       | NC   | Martin Gould                                     | Jack Lisowski                               | 3-1   | [ 39 ]    |
| 03-13             | 03-17             | Open de Gibraltar                                | Gibraltar         | Tercentenary Sports Hall                 | C    | Stuart Bingham                                   | Ryan Day                                    | 4-1   | [ 40 ]    |
| 03-19             | 03-24             | Championnat du circuit                           | Llandudno         | Venue Cymru                              | C    | Ronnie O'Sullivan                                | Neil Robertson                              | 13-11 | [ 41 ]    |
| 04-01             | 04-07             | Open Chine                                       | Pékin             | Olympic Sports Center Gymnasium          | C    | Neil Robertson                                   | Jack Lisowski                               | 11-4  | [ 42 ]    |
| 04-10             | 04-11             | Masters seniors                                  | Sheffield         | Crucible Theatre                         | TMS  | Joe Johnson                                      | Barry Pinches                               | 2-1   | [ 43 ]    |
| 04-20             | 05-06             | Championnat du monde                             | Sheffield         | Crucible Theatre                         | C    | Judd Trump                                       | John Higgins                                | 18-9  | [ 44 ]    |

## Attribution des points
Points attribués lors des épreuves comptant pour le classement mondial :
| Tournoi / Joueurs (nombre) | 144 | 128 | 80    | 64   | 48    | 32    | 16    | Quart de finalistes | Demi-finalistes | Finaliste | Vainqueur |
| Masters de Riga            | —   | 0   | —     | 1500 | —     | 3000  | 4000  | 6000                | 15000           | 25000     | 50000     |
| Open mondial               | —   | 0   | —     | 4000 | —     | 8000  | 13000 | 20000               | 32500           | 75000     | 150000    |
| Classique Paul Hunter      | —   | 0   | —     | 600  | —     | 1000  | 1725  | 3000                | 4500            | 10000     | 20000     |
| Championnat de Chine       | —   | 0   | —     | 4000 | —     | 7500  | 13000 | 20000               | 32000           | 75000     | 150000    |
| Masters d'Europe           | —   | 0   | —     | 3000 | —     | 4000  | 6000  | 11000               | 17500           | 35000     | 75000     |
| Open d'Angleterre          | —   | 0   | —     | 2500 | —     | 3500  | 6000  | 10000               | 20000           | 30000     | 70000     |
| Championnat international  | —   | 0   | —     | 4000 | —     | 8500  | 13500 | 21500               | 32000           | 75000     | 175000    |
| Open d'Irlande du Nord     | —   | 0   | —     | 2500 | —     | 3500  | 6000  | 10000               | 20000           | 30000     | 70000     |
| Championnat du Royaume-Uni | —   | 0   | —     | 5000 | —     | 10000 | 15000 | 22500               | 35000           | 75000     | 170000    |
| Open d'Écosse              | —   | 0   | —     | 2500 | —     | 3500  | 6000  | 10000               | 20000           | 30000     | 70000     |
| Masters d'Allemagne        | —   | 0   | —     | 3000 | —     | 4000  | 5000  | 10000               | 20000           | 35000     | 80000     |
| Grand Prix mondial         | —   | —   | —     | —    | —     | 5000  | 7500  | 12500               | 20000           | 40000     | 100000    |
| Open du pays de Galles     | —   | 0   | —     | 2500 | —     | 3500  | 6000  | 10000               | 20000           | 30000     | 70000     |
| Shoot-Out                  | —   | 0   | —     | 500  | —     | 1000  | 2000  | 4000                | 8000            | 16000     | 32000     |
| Open d'Inde                | —   | 0   | —     | 2000 | —     | 4000  | 6000  | 10000               | 15000           | 25000     | 50000     |
| Championnat des joueurs    | —   | —   | —     | —    | —     | —     | 10000 | 15000               | 30000           | 50000     | 125000    |
| Open de Gibraltar          | —   | 0   | —     | 1500 | —     | 2500  | 3000  | 4000                | 6000            | 12000     | 25000     |
| Championnat du circuit     | —   | —   | —     | —    | —     | —     | —     | 20000               | 40000           | 60000     | 150000    |
| Open de Chine              | —   | 0   | —     | 5000 | —     | 11000 | 18000 | 27000               | 45000           | 90000     | 225000    |
| Championnat du monde       | 0   | —   | 10000 | —    | 15000 | 20000 | 30000 | 50000               | 100000          | 200000    | 500000    |

## Classement mondialen début et fin de saison

### Après lechampionnat du monde 2018
| Rang | Évol.         | Joueur            | Points    |
| 1    | en stagnation | Mark Selby        | 1 315 275 |
| 2    | 12            | Ronnie O'Sullivan | 905 750   |
| 3    | 12            | Mark Williams     | 878 750   |
| 4    | 2             | John Higgins      | 751 525   |
| 5    | 2             | Judd Trump        | 660 250   |
| 6    | 2             | Ding Junhui       | 590 525   |
| 7    | 2             | Barry Hawkins     | 543 225   |
| 8    | en stagnation | Shaun Murphy      | 453 875   |
| 9    | 4             | Kyren Wilson      | 416 250   |
| 10   | 3             | Neil Robertson    | 356 125   |
| 11   | 1             | Ali Carter        | 333 525   |
| 12   | 2             | Mark Allen        | 332 450   |
| 13   | 4             | Stuart Bingham    | 324 587   |
| 14   | 3             | Anthony McGill    | 320 300   |
| 15   | 12            | Luca Brecel       | 310 150   |
| 16   | 2             | Ryan Day          | 303 862   |

### Après lechampionnat du monde 2019
| Rang | Évol.         | Joueur            | Points    |
| 1    | 1             | Ronnie O'Sullivan | 1 196 500 |
| 2    | 3             | Judd Trump        | 1 166 500 |
| 3    | en stagnation | Mark Williams     | 1 028 000 |
| 4    | 6             | Neil Robertson    | 842 500   |
| 5    | 1             | John Higgins      | 795 500   |
| 6    | 5             | Mark Selby        | 752 225   |
| 7    | 5             | Mark Allen        | 677 000   |
| 8    | 1             | Kyren Wilson      | 561 225   |
| 9    | 2             | Barry Hawkins     | 409 500   |
| 10   | 4             | Ding Junhui       | 403 500   |
| 11   | 15            | Jack Lisowski     | 398 600   |
| 12   | 15            | David Gilbert     | 394 000   |
| 13   | en stagnation | Stuart Bingham    | 390 500   |
| 14   | 6             | Shaun Murphy      | 375 000   |
| 15   | en stagnation | Luca Brecel       | 350 600   |
| 16   | 1             | Stephen Maguire   | 346 000   |